# 串間原子力発電所
串間原子力発電所（くしまげんしりょくはつでんしょ）は、九州電力が宮崎県串間市荒崎 に建設を計画していた原子力発電所である。

## 歴史
1992年、九州電力にとって第3の原発の候補地として表面化した。これはチェルノブイリ原子力発電所事故以降、日本で最初の建設計画だった。
1995年の市議選で反対派10人が全員当選し、住民投票条例を改正。これを受けて九州電力は立地活動を凍結した。2010年、原発推進派の野辺修光市長（当時）が問題に決着をつけるため、住民投票を提起。2011年4月10日実施予定となったが、東日本大震災の余波もあり、同年3月14日に白紙撤回され現在に至る。

## 経緯
詳細は「串間市#原発誘致をめぐる経緯」を参照